# Platonești (okręg Harghita)
Platonești – wieś w Rumunii, w okręgu Harghita, w gminie Sărmaș. W 2011 roku liczyła 485 mieszkańców.